# جمشيد أباد (هرازبي الجنوبي)
جمشید أباد (بالفارسية: جمشیدآباد) هي قرية تقع في إيران في قسم هرازبي الجنوبی الريفي. يقدر عدد سكانها بـ 421 نسمة بحسب إحصاء 2016.يتحدث سكان هذه القرية اللغة المازندرانية، ومعظم السكان مزارعون ويزرعون المحاصيل مثل الأرز والحمضيات، ويعمل بعض الناس في مدينة آمل، ويتم توفير مياه هذه القرية من نهر حراز.  تقع مدينة شيهل شهيد الصناعية في هذه القرية.  أهل هذه القرية مسلمون وأتباع المذهب الشيعي ويوجد في هذه القرية مسجد وحسينية